# 第二次メンフィスの戦い
第二次メンフィスの戦い（だいにじメンフィスのたたかい、英:Second Battle of Memphis）は、南北戦争中の1864年8月21日に、テネシー州シェルビー郡で行われた戦闘である。
1864年6月のブライス交差点の戦いや7月のトゥーペロの戦いに続いて北軍の後方をかき回すため、南軍ネイサン・ベッドフォード・フォレスト少将による作戦行動だった。

## 概要
1864年8月21日午前4時、フォレスト少将は北軍が守っているテネシー州メンフィスに大胆な襲撃を行ったが、それは6千名の北軍守備隊のいるメンフィス市を占領しようという試みではなかった。
この襲撃には3つの目的があった。1つ目はそこに駐屯する3人の北軍の将軍を捕まえること、2つ目はアービング・ブロック監獄から南軍の捕虜を解放すること、そして3つ目は北部ミシシッピ州から北軍の部隊を呼び戻させるように仕向けることだった。フォレストは2,000名の騎兵隊でメンフィス市の北西を襲ったが、馬が疲れていたためにその勢力のうち約4分の1を失った。急襲が基本とされ、厚い夜明けの霧を活かし、捕虜を連れ帰る北軍哨戒隊を装った南軍は、哨兵を排除した。
襲撃隊は通りを早駆けし、他の北軍兵と銃火を交わしながらその別々の任務を果たすため、分散した。北軍将軍の1人は作戦本部に居なかったが、もう1人のカドワラダー・ウォッシュバーンはナイトシャツ姿のままで作戦本部を飛び出し、ピッカリング砦まで逃亡した。フォレストはウォッシュバーンの制服を手に入れたが、後にそれを休戦の旗の下に返還した。メンフィスに伝わる話によると、南軍の騎兵は騎馬のまま豪勢なガヨソ・ハウス・ホテルのロビーに騎り入れ、ヤンキー（北軍）の士官を探したという。この災難を記念し、メンフィスのある通りは「ウォッシュバーン将軍逃亡通り」と名付けられている。アービング・ブロック監獄に対する攻撃も、北軍が州立女子大学で南軍主力を立ち往生させたときに失敗した。襲撃開始から2時間後、フォレストは退却を決めて電信線を遮断し、500名の捕虜や多くの馬を含む大量の物資を連れ出した。
フォレストはメンフィスで失敗したが、その襲撃によって北軍は北部ミシシッピ州から部隊をメンフィスまで戻し、守らせた。北軍のハールバット将軍は後に「またこれだ！私はフォレストを西テネシーから追い出せず、ウォッシュバーンは自分の寝室に入らせないようにすることもできなかったから、彼らは私とウォシュバーンに取って代わった」と言ったと伝えられている。この戦いそのものは、南軍が戦場から撤退したために北軍の勝利とされている。